# Róbert Rudolf
Róbert Rudolf (Budapest, Hungría, 27 de junio de 1957) es un nadador retirado especializado en pruebas de estilo espalda. Fue medalla de bronce en 200 metros espalda durante el Campeonato Europeo de Natación de 1974.
Representó a Hungría en los Juegos Olímpicos de Múnich 1972, Montreal 1976 y Moscú 1980.

## Palmarés internacional
| Campeonato Europeo de Natación | Campeonato Europeo de Natación | Campeonato Europeo de Natación | Campeonato Europeo de Natación |
| Año                            | Lugar                          | Medalla                        | Prueba                         |
| ------------------------------ | ------------------------------ | ------------------------------ | ------------------------------ |
| 1974                           | Viena (Austria)                | Medalla de bronce              | 200 m espalda                  |